# Henry Howard, VI duca di Norfolk
Henry Howard, VI duca di Norfolk (12 luglio 1628 – 13 gennaio 1684), è stato un nobile e militare inglese.

## Biografia

### Infanzia
Henry era il figlio secondogenito di Henry Howard, XXII conte di Arundel e di sua moglie, lady Elizabeth Stewart.

### Duca di Norfolk

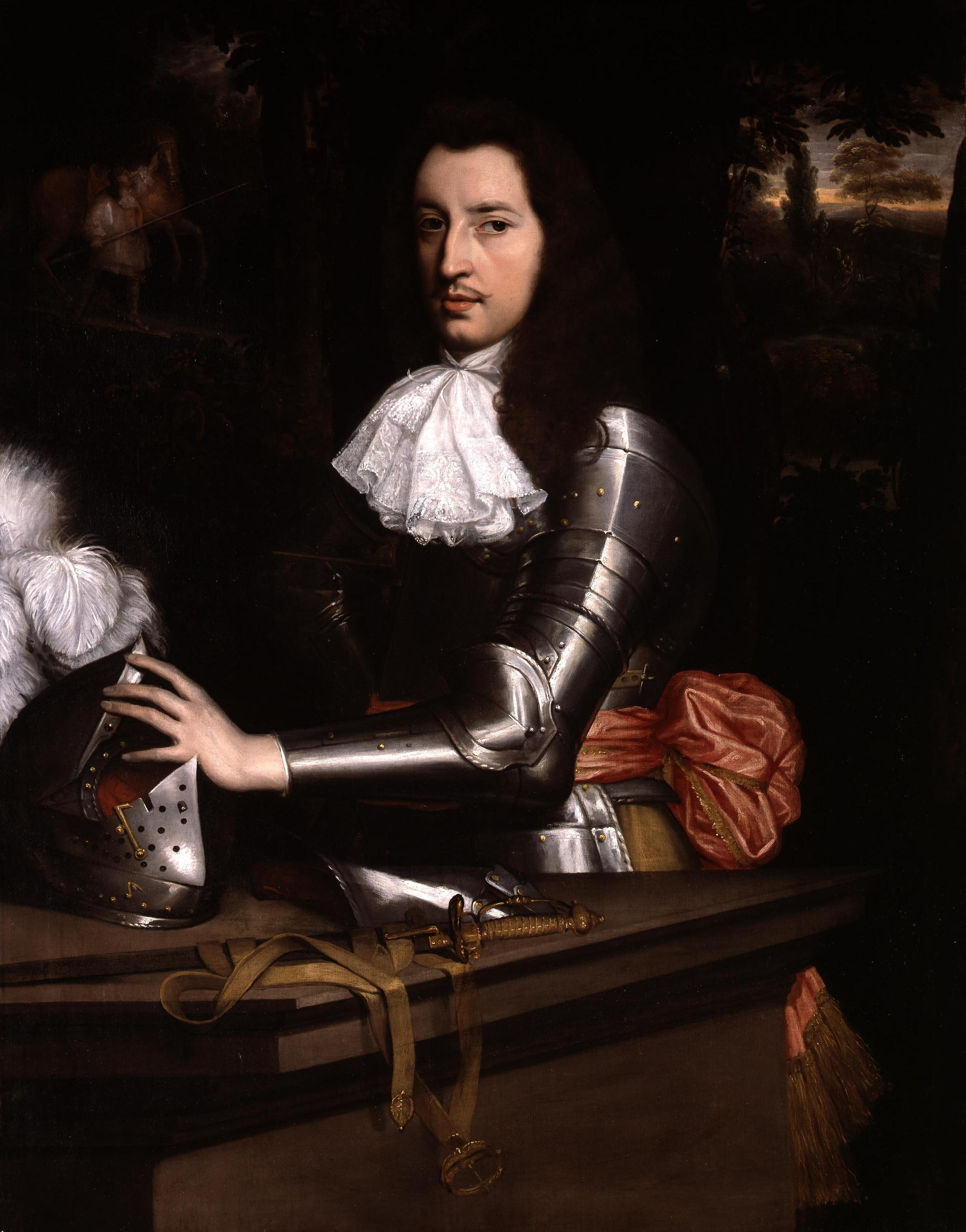
Henry Howard, VI duca di Norfolk, ritratto da John Michael Wright nel 1677 circa

Nel 1669 venne creato I Barone Howard di Castle Rising e nel 1672 ottenne il titolo di I Conte di Norwich, ottenendo contemporaneamente anche il restauro del titolo di Conte Maresciallo d'Inghilterra, secolarmente affiliato alla sua famiglia. 
Alla morte del fratello maggiore, Thomas Howard, V duca di Norfolk, Henry gli succedette al titolo nel 1677, sedendo nella Camera dei lord dal 1678. Nell'agosto di quello stesso anno, ad ogni modo, egli venne coinvolto nel complotto papista a cui fece seguito un atto che proibì ai cattolici di sedere in parlamento. Egli, non essendo intenzionato ad abiurare alla propria fede, dovette fuggire dall'Inghilterra e si recò a Bruges per tre anni. Qui egli si fece costruire una casa vicino al locale convento dei francescani, nella quale poté vivere tranquillamente.

### Matrimonio
Sposò, nel 1652, Lady Anne Somerset, figlia di Edward Somerset, II marchese di Worcester, e di sua moglie, Elizabeth Dormer. Ebbero due figli.

### Morte
Alla sua morte nel 1684 egli donò gran parte della propria fornita biblioteca alla Royal Society e la collezione detta "Arundelian marbles" all'Università di Oxford.

## Discendenza
Lord Henry Howard e Lady Anne Somerset ebbero:
- Lady Elizabeth Howard (?-1732), sposò George Gordon, I duca di Gordon, ebbero due figli;
- Henry Howard, VII duca di Norfolk (1655-1701).
- Lord Thomas Howard (1657-1689), sposò Mary Elizabeth Savile, ebbero quattro figli;

Dalla sua amante, Jane Bickerton, ebbe sette figli, tra cui:
- Lady Philippa Howard (1731-1778), sposò Ralph Standish, ebbero una figlia.

## Ascendenza
|                                         |                                |                                         | Genitori                                 |  |  | Nonni |  |  | Bisnonni                           |  |  | Trisnonni                        |  |
|                                         |                                |                                         |                                          |  |  |       |  |  | Philip Howard, XX conte di Arundel |  |  | Thomas Howard, V duca di Norfolk |  |
|                                         |                                |                                         |                                          |  |  |       |  |  | Philip Howard, XX conte di Arundel |  |  | Thomas Howard, V duca di Norfolk |  |
|                                         |                                | Mary FitzAlan                           |                                          |  |  |       |  |  | Philip Howard, XX conte di Arundel |  |  |                                  |  |
| Thomas Howard, XXI conte di Arundel     |                                |                                         |                                          |  |  |       |  |  | Philip Howard, XX conte di Arundel |  |  |                                  |  |
|                                         |                                | Anne Dacre                              | Thomas Dacre, IV barone Dacre            |  |  |       |  |  |                                    |  |  |                                  |  |
|                                         |                                | Anne Dacre                              | Thomas Dacre, IV barone Dacre            |  |  |       |  |  |                                    |  |  |                                  |  |
|                                         |                                | Anne Dacre                              | Elizabeth Leyburne                       |  |  |       |  |  |                                    |  |  |                                  |  |
| Henry Howard, XXII conte di Arundel     |                                | Anne Dacre                              |                                          |  |  |       |  |  |                                    |  |  |                                  |  |
|                                         |                                | Gilbert Talbot, VII conte di Shrewsbury | George Talbot, VI conte di Shrewsbury    |  |  |       |  |  |                                    |  |  |                                  |  |
|                                         |                                | Gilbert Talbot, VII conte di Shrewsbury | George Talbot, VI conte di Shrewsbury    |  |  |       |  |  |                                    |  |  |                                  |  |
|                                         |                                | Gilbert Talbot, VII conte di Shrewsbury | Gertrude Manners                         |  |  |       |  |  |                                    |  |  |                                  |  |
| Alethea Talbot                          |                                | Gilbert Talbot, VII conte di Shrewsbury |                                          |  |  |       |  |  |                                    |  |  |                                  |  |
|                                         |                                | Mary Cavendish                          | William Cavendish                        |  |  |       |  |  |                                    |  |  |                                  |  |
|                                         |                                | Mary Cavendish                          | William Cavendish                        |  |  |       |  |  |                                    |  |  |                                  |  |
|                                         |                                | Mary Cavendish                          | Bess Hardwick                            |  |  |       |  |  |                                    |  |  |                                  |  |
| Henry Howard, VI duca di Norfolk        |                                | Mary Cavendish                          |                                          |  |  |       |  |  |                                    |  |  |                                  |  |
|                                         | Esmé Stewart, I duca di Lennox | John Stewart, V signore d'Aubigny       |                                          |  |  |       |  |  |                                    |  |  |                                  |  |
|                                         | Esmé Stewart, I duca di Lennox | John Stewart, V signore d'Aubigny       |                                          |  |  |       |  |  |                                    |  |  |                                  |  |
|                                         | Esmé Stewart, I duca di Lennox | Anne de la Queuille                     |                                          |  |  |       |  |  |                                    |  |  |                                  |  |
| Esmé Stewart, III duca di Lennox        | Esmé Stewart, I duca di Lennox |                                         |                                          |  |  |       |  |  |                                    |  |  |                                  |  |
|                                         |                                | Catherine de Balsac                     | Guillaume de Balsac, signore d'Entragues |  |  |       |  |  |                                    |  |  |                                  |  |
|                                         |                                | Catherine de Balsac                     | Guillaume de Balsac, signore d'Entragues |  |  |       |  |  |                                    |  |  |                                  |  |
|                                         |                                | Catherine de Balsac                     | Louise d'Humières                        |  |  |       |  |  |                                    |  |  |                                  |  |
| Elizabeth Stewart                       |                                | Catherine de Balsac                     |                                          |  |  |       |  |  |                                    |  |  |                                  |  |
|                                         |                                | Gervase Clifton, I barone Clifton       | John Clifton                             |  |  |       |  |  |                                    |  |  |                                  |  |
|                                         |                                | Gervase Clifton, I barone Clifton       | John Clifton                             |  |  |       |  |  |                                    |  |  |                                  |  |
|                                         |                                | Gervase Clifton, I barone Clifton       | Anne Stanley                             |  |  |       |  |  |                                    |  |  |                                  |  |
| Catherine Clifton, II baronessa Clifton |                                | Gervase Clifton, I barone Clifton       |                                          |  |  |       |  |  |                                    |  |  |                                  |  |
|                                         |                                | Katherine Darcy                         | Henry Darcy                              |  |  |       |  |  |                                    |  |  |                                  |  |
|                                         |                                | Katherine Darcy                         | Henry Darcy                              |  |  |       |  |  |                                    |  |  |                                  |  |
|                                         |                                | Katherine Darcy                         | Katherine Fermor                         |  |  |       |  |  |                                    |  |  |                                  |  |
|                                         |                                | Katherine Darcy                         |                                          |  |  |       |  |  |                                    |  |  |                                  |  |